# Villasarracino
Villasarracino is een gemeente in de Spaanse provincie Palencia in de regio Castilië en León met een oppervlakte van 20,50 km². Villasarracino telt 135 inwoners (1 januari 2016).

## Demografische ontwikkeling

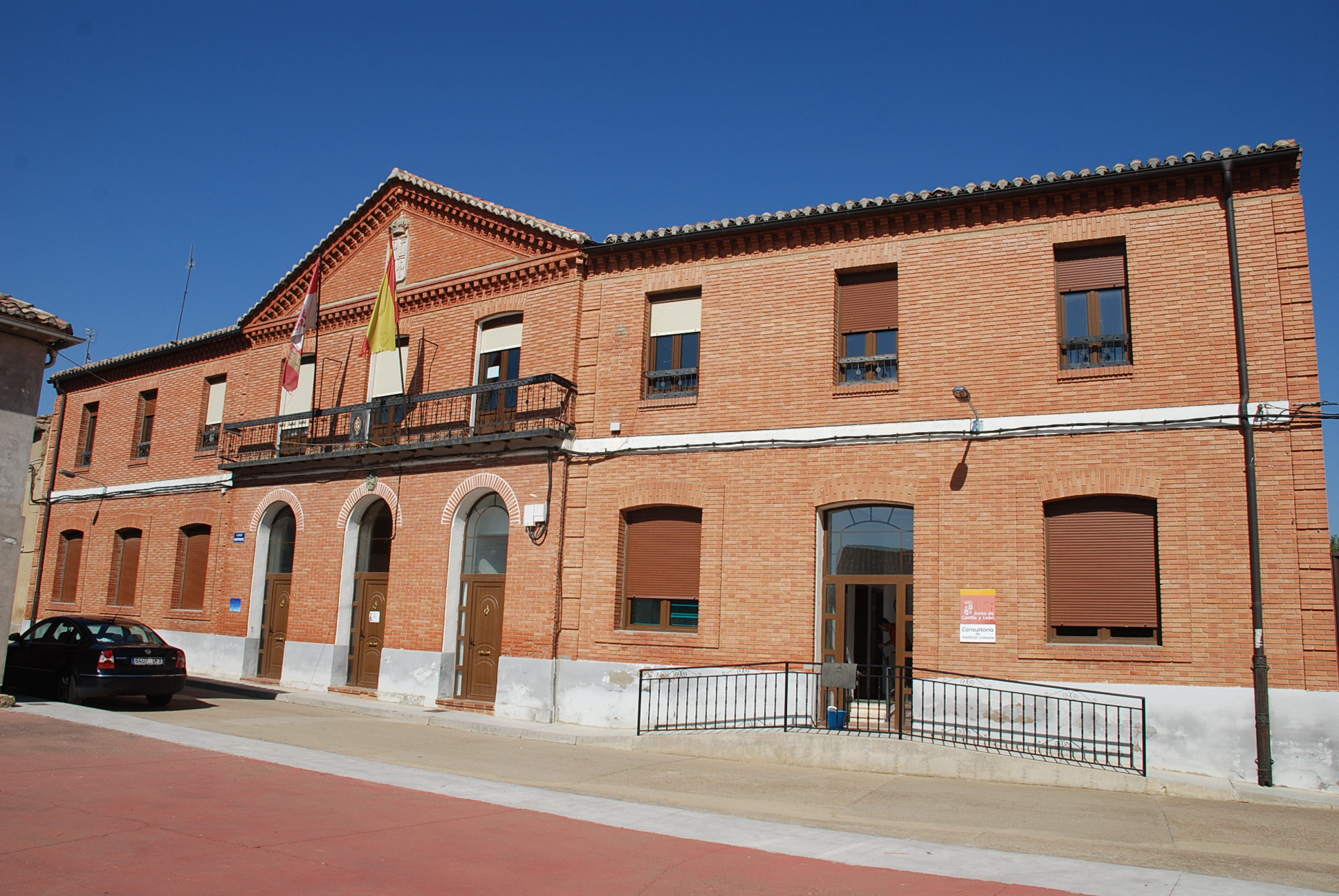
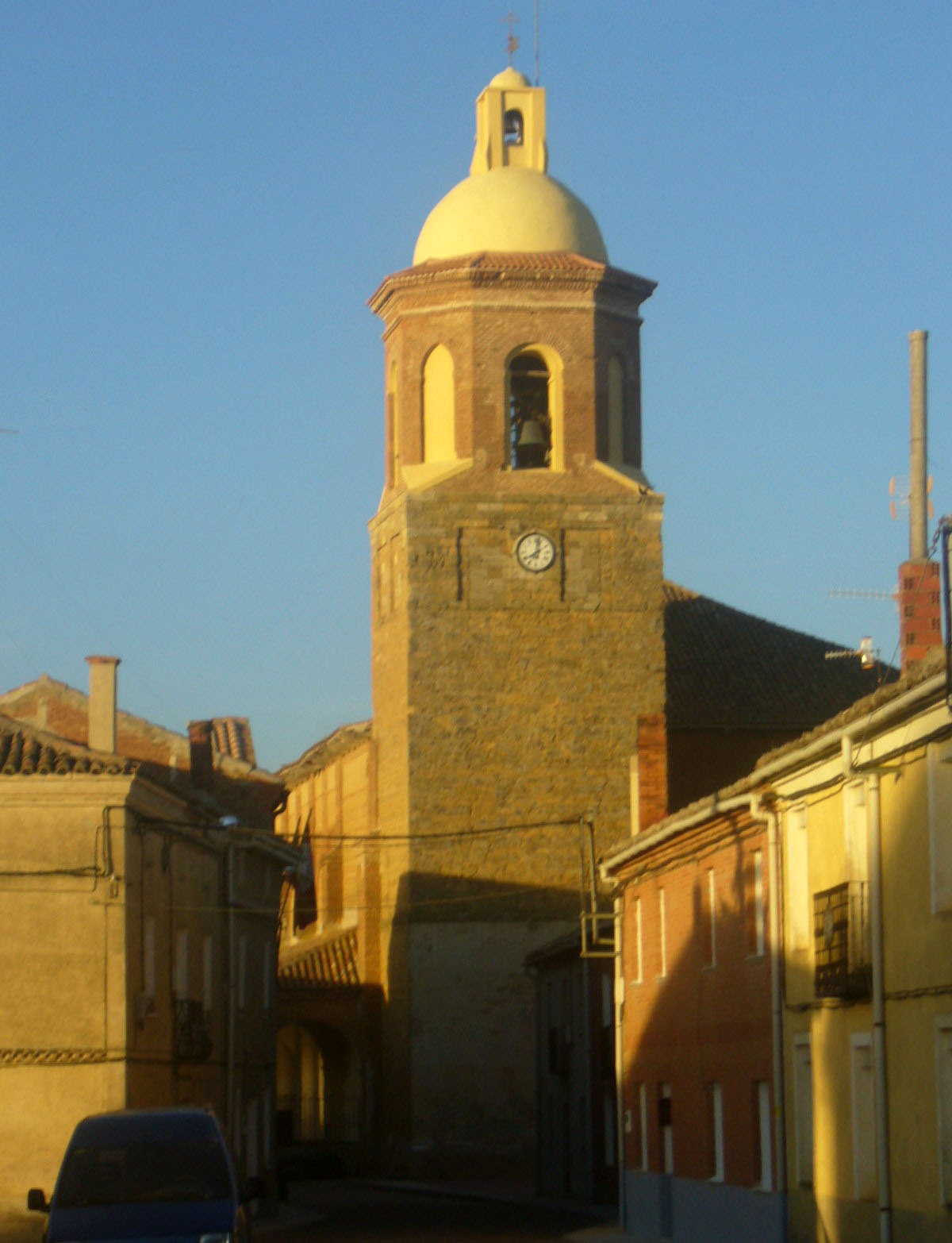
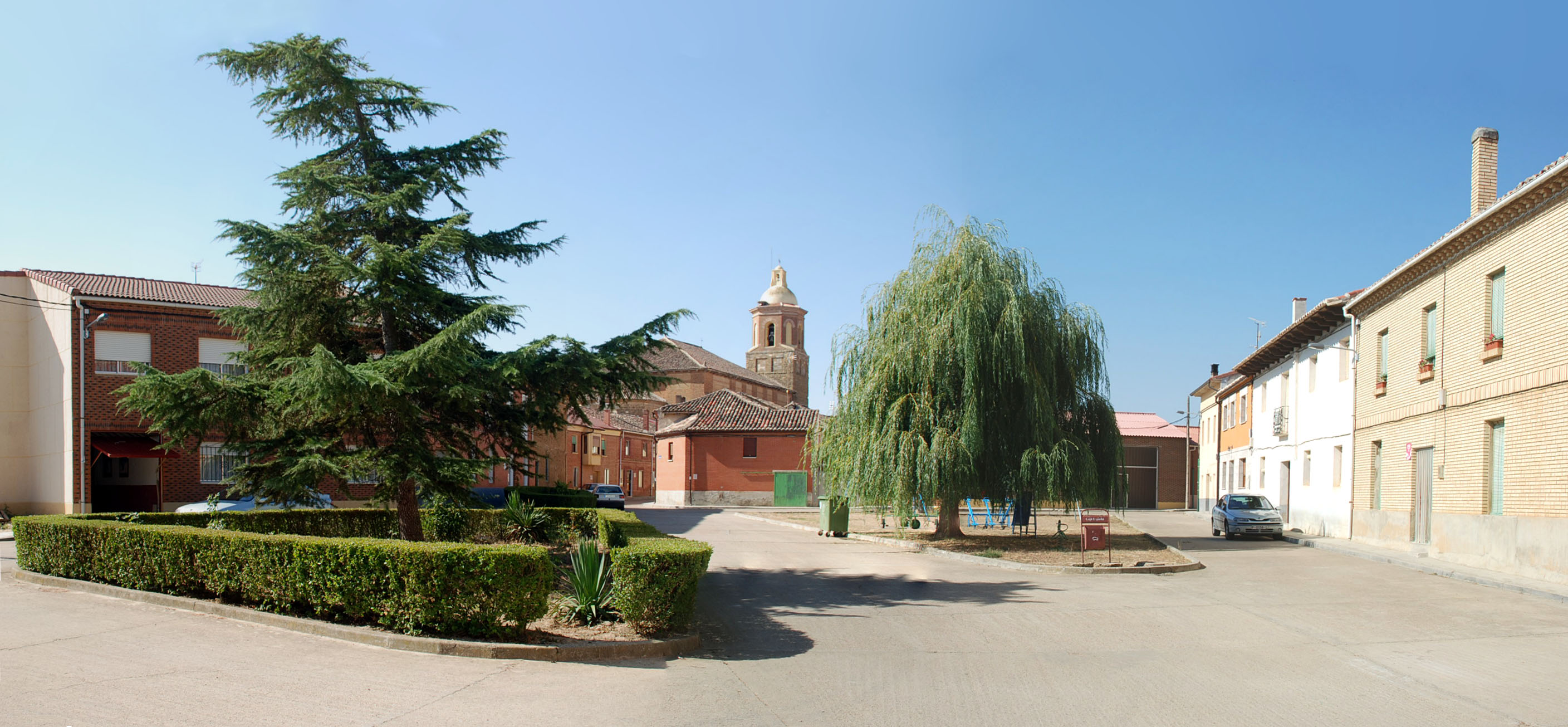

Bron: INE, 1857-2011: volkstellingen